# دوجه

جووانی دوم یکی از دوجه‌های ونیز

دوجه (به ایتالیایی: Doge) یا دُژ لقب رهبران برخی از دولت‌های ایتالیا بوده‌است. سرشناس‌ترین این دولت‌های جمهوری ونیز و جمهوری جنوا بودند. همچنین رهبران آمالفی و سناریکا نیز دوجه نام داشتند. همسر دوجه هم دوگارِسا(به ایتالیایی: Dogaressa) خوانده می‌شد.
دوجه از ریشهٔ دوکس لاتین و همریشه با لقب دوک می‌باشد. دوکس در اصل یک عنوان نظامی بوده و معنای رهبر را می‌دهد.